# Stanisław Czachorowski (biolog)
Stanisław Zbigniew Czachorowski (ur. 8 maja 1963 w Lidzbarku Warmińskim) – polski ekolog, hydrobiolog i entomolog.
Absolwent WSP Olsztyn (1987). Stopnie doktora (1992) i doktora habilitowanego nauk biologicznych (1999) uzyskał na UAM w Poznaniu. Pracuje jako profesor nadzwyczajny w Katedrze Ekologii i Ochrony Środowiska UWM w Olsztynie.
Publikuje eseje i felietony w lokalnej i regionalnej prasie, m.in. w Gazecie Uniwersyteckiej (dodatek do Gazety Olsztyńskiej), Wiadomościach Uniwersyteckich, współpracuje z Radiem Olsztyn, olsztyńskim Radiem Planeta, Radiem Eska, Radiem UWM-FM. Przez kilka lat koordynował Olsztyńskie Dni Nauki. W tym okresie znacznie wzrosła liczba uczestników. W połowie lat 90. XX w., artykułami w Gazecie Olsztyńskiej oraz Przeglądzie Akademickim włączył się w dyskusję nad powołaniem uniwersytetu w Olsztynie. Jest współtwórcą i głównym animatorem olsztyńskiej kawiarni naukowej Collegium Copernicanum oraz organizatorem Nocy Biologów w Olsztynie w roku 2012 i 2013.

## Praca zawodowa
WSP w Olsztynie (od 1999 UWM w Olsztynie): 1985 – laborant w Katedrze Biochemii, 1987–99 – asystent, adiunkt w Zakładzie Ekologii i Ochrony Środowiska, 1993–94 – pełnomocnik rektora WSP ds. edukacji ekologicznej, 1997–99 – wicedyrektor Instytutu Biologii i Ochrony Środowiska WSP w Olsztynie, 1997–99 – koordynator Regionalnego Centrum Edukacji Ekologicznej, 1999–2000 – adiunkt w Katedrze Ekologii i Ochrony Środowiska na Wydziale Biologii, 1999–2006 – kierownik Studium Podyplomowego, 2000 – prof. nadzwyczajny w Katedrze Ekologii i Ochrony Środowiska, 2002 – opiekun Studencko-Doktoranckiego Koła Naukowego Ekologów.
Rozprawa doktorska
- „Rozmieszczenie larw chruścików (Trichoptera) w litoralu jezior o różnej trofii”, Uniwersytet im. Adama Mickiewicza; Wydział Biologii, 1992 (promotor prof. dr hab. Eugeniusz Biesiadka).

Rozprawa habilitacyjna
- „Chruściki (Trichoptera) jezior Polski – charakterystyka rozmieszczenia larw”, Uniwersytet im. Adama Mickiewicza; Wydział Biologii, 1999, 156 str., ISBN 83-87315-43-5, PL ISSN 0860-7273.

Wypromowani doktorzy
- 2005: Wpływ krajobrazu zurbanizowanego na kształtowanie się zgrupowań larw chruścików (Trichoptera) na przykładzie Olsztyna i Złocieńca, Lech Pietrzak, Wydział Biologii UWM w Olsztynie.
- 2006: Wpływ nieciągłości środowiska na kształtowanie się zgrupowań Trichoptera, Tomasz Majewski, Wydział Biologii UWM w Olsztynie.

## Prowadzone badania
Hydrobiologia, entomologia, ekologia, biologia i ochrona owadów wodnych (strefowe rozmieszczenie chruścików w źródłach, rzeka i jeziorach Polski, check-lista Chruścików Polski, Ukrainy i Białorusi), ekologia krajobrazów antropogenicznych (urbicenozy, agrocenozy), biomonitoring środowiska wodnego, edukacja ekologiczna, filozofia przyrody.

## Ważniejsze publikacje
Łącznie ponad 190 publikacji naukowych oraz ponad 170 popularnonaukowych i edukacyjnych. W tym:
- Analysis of the distribution of caddis larvae (Trichoptera) in the elodeid zone of two lakes of East Poland, based on the concept of habitatual islands. Pol. Arch. Hydrobiol., 40, 1993;
- Classification of small water bodies on the basis of the presence of caddisflies. Ekol. Pol., 42, 1994;
- The distribution and ecology of Hydropsyche bulgaromanorum and Hydropsyche contubernalis (Trichoptera: Hydropsychidae) in Poland and Belarus. Lauterbornia, 50, 2004;
- The last natural River of Eastern Europe? Caddisflies (Trichoptera) of the Neman River. Latvijas Entomologs, 41, 2004.

## Członkostwo w organizacjach
- Fundacja Ecobaltic (kierownik Oddziału Olsztyńskiego 1995–2000), członek Rady Fundacji, członek Zarządu Fundacji, wiceprezes 1996–2000);
- Polskie Towarzystwo Entomologiczne (Komisja. ds. Ochrony Owadów 1999–2001, członek Zarządu Głównego 2001–), red. nacz. Polish Entomological Monographs (2001–06)
- Klub Przyrodników Warmii i Mazur (prezes 2001-04),
- red. nacz. newsletterów: Biuletyn RCEE w Olsztynie (1997–99), Aretuza (1998–99), Żołędziakowe ABC (2000-01); Trichopteron (2002–), czł. kol. redakcyjnego Notatek Entomologicznych (2002–03),
- Polskie Towarzystwo Zoologiczne;
- PTH.

## Nagrody i odznaczenia
- I nagroda w konkursie im. Antonio Vigano, Uniwersytet w Perugii (1992), za pracę naukową z zakresu hydrobiologii;
- Srebrny Krzyż Zasługi (2001);
- nagrody rektora (kilka, naukowe, organizacyjne, dydaktyczne);
- Złota Odznaka PTEntomol (2004);
- Medal Komisji Edukacji Narodowej (2007);
- Nagroda EKOmen 2007 (prezydent Miasta Ełk, w uznaniu wybitnych osiągnięć w zakresie edukacji ekologicznej);
- Nagroda rektora UWM dla najlepszego nauczyciela akademickiego (2008), za aktywne promowanie nauki, w tym za współtworzenie Olsztyńskich Dni Nauki, za pomysł współtworzenie regionalnych haseł w Wikipedii oraz „uwalniania książek” na uczelni. Nagroda ta ustanowiona przez rektora Józefa Górniewicza, po raz pierwszy przyznana 14 października 2008 r., będzie corocznie przyznawana w Dzień Nauczyciela[6][7].
- Nominowany przez olsztyńską redakcję Gazety Wyborczej do tytułu Olsztynianin Roku 2007 (w styczniu 2008 r.) oraz Olsztynianin Roku 2008 (w styczniu 2009 r.)[8], oraz w 2012 r.[9]
- w 2012 r. został laureatem konkursu serwisu Nauka w Polskce PAP „Popularyzator Nauki 2011” w kategorii „Naukowiec/instytucja naukowa”.

## Zainteresowania
Genealogia rodzinna, turystyka przyrodnicza, gry strategiczne, malowanie na szkle.